# Władysław Odonic

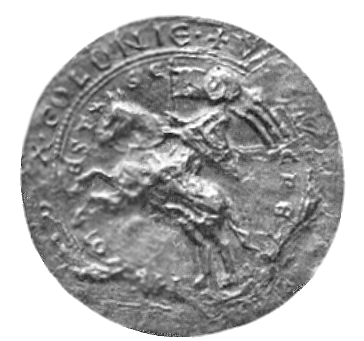
Das herzogliche Siegel Władysław Odons aus dem Jahr 1231

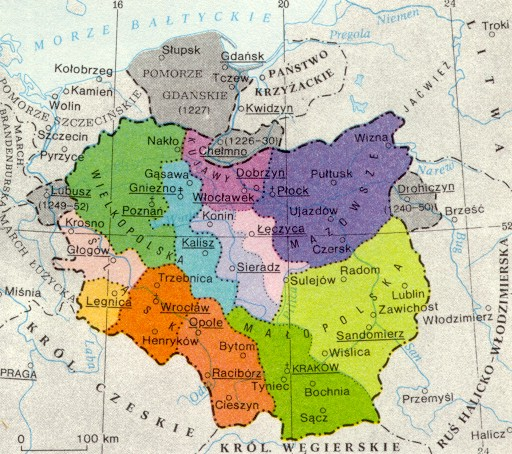
Das Königreich Polen (Seniorat Polen) im 13. Jahrhundert und die polnischen Herzogtümer. Der Machtbereich von Herzog Władysław Odon lag in Großpolen („Wielkopolska“) mit den drei Hauptzentren Posen, Gnesen und Kalisch. Auf der Karte die Territorien von Gnesen und Kalisch zusammengefasst. Graufarbig gekennzeichnete Gebiete waren Territorien, die den polnischen Reichsverband bis 1252 verlassen hatten: Im Westen Land Lebus – auf der Karte Lubusz –, das an die Mark Brandenburg ging und die Keimzelle der späteren Neuen Mark bildete. Im Osten das Kulmer Land – auf der Karte Chełmno –, das dem Deutschordensstaat – auf der Karte Państwo Krzyżackie – von Herzog Konrad von Masowien 1226/30 übereignet wurde. Das Land Drohiczyn, das an das Fürstentum Halytsch-Wolhynien ging, sowie im Norden das Herzogtum Pommerellen, das nach dem Jahr 1227 unter den Samboriden unabhängig wurde (Darstellung der politisch-territorialen Situation um das Jahr 1252, polnische Karte)

Władysław Odonic (auch Władysław Odonic(z) oder Władysław Odon, lateinisch Ladislaus; * 1190; † 5. Juni 1239) war Herzog von Großpolen in Kalisz 1207–1217/1229–1234, in Posen 1216–1217/1229–1234, in Gniezno 1229–1239 und in den Jahren 1229–1234 Herzog im gesamten Herzogtum Großpolen. Er war der Sohn von Herzog Odon (1141/49–1194) aus seiner Verbindung mit der ruthenischen Prinzessin Wyszesława von Halytsch, Tochter von Jaroslaw Osmomysl (1130–1187), Fürst von Halytsch aus dem Adelsgeschlecht der Rurikiden. Władysław Odon entstammte der Dynastie der großpolnischen Piasten.

## Leben
Władysław geriet 1206 in Konflikt mit seinem Onkel, Herzog Władysław III. Dünnbein, eigentlicher Herzog von Großpolen und Seniorherzog von Polen, der das Herzogtum Kalisch aus Großpolen abtrennen, das Władysław Odonic zu seinen Erblanden zählte und an Schlesien übergeben wollte. Sein Versuch, seinen Onkel mit Hilfe lokaler Würdenträger und des Erzbischofs von Gnesen Heinrich I. Kietlitz zu stürzen, scheiterte.
In der Folge floh Władysław nach Schlesien an den Hof von Herzog Heinrich I., dem Bärtigen, und erhielt von ihm das Herzogtum Kalisz 1207 zurück, das er bis 1217 behielt.
1210 traf sich Władysław mit seinen Verwandten, Konrad I., Herzog von Masowien, Leszek I., Herzog von Kleinpolen, und Heinrich I., Herzog von Schlesien, in Borzykowa, um eine Allianz mit Erzbischof Henryk Kietlicz gegen die Herrschaft der Herzöge Władysław III. Dünnbein und Mieszko I., Oppeln zu bilden, außerdem bestätigten sie der polnischen Kirche ihre Privilegien, die ihr 1180 im ersten polnischen Sejm (Reichstag) zu Łęczyca gewährt worden waren.
1217 überwarf er sich erneut mit Władysław III. Dünnbein, der zuvor seine ehemaligen Feinde, die Herzöge Heinrich I. und Leszek I., auf seine Seite gezogen hatte. Władysław Dünnbein stürzte im anschließenden Machtkampf seinen Neffen vom großpolnischen Herzogsthron und zwang ihn zur Flucht nach Ungarn an den Hof von König Andreas II. Nach Umwegen über die deutschen und böhmischen Lande ging er nach Pommerellen, an den Hof von Herzog Swantopolk II., dessen Gunst er gewann. Durch pommerellischen Militärbeistand gewann er bis 1229 den größten Teil Großpolens zurück.
Im Bündnis mit Herzog Swantopolk II. überfiel er 1227 die in Gąsawa zu einem Wiec versammelten polnischen Herzöge. Dabei kam Herzog Leszek I. ums Leben, während Herzog Heinrich I. schwer verwundet wurde.
1231 ging Heinrich I. im Bund mit Władysław Dünnbein, ohne dauerhaften Erfolg, zur Offensive gegen Großpolen über.
1233 gewährte Władysław Odonic dem Bistum Posen Privilegien, was zum Aufstand des lokalen Adels führte. Herzog Heinrich I. nutzte das Machtvakuum aus und eignete sich bis 1239, dem Todesjahr Władysławs, große Teile Großpolens an.
Władysław Odonic fand seine letzte Ruhe in der Kathedrale von Posen.

## Ehe und Nachkommen
Aus der Ehe mit Jadwiga († 1249) gingen mehrere Söhne und Töchter hervor:
- Przemysław (1220/21–1257), Herzog von Großpolen (in Posen, Kalisch und Gnesen)
- Bolesław VI. der Fromme (1224/27–1279), Herzog von Großpolen (in Posen, Kalisch und Gnesen)
- Salomea Odonicówna (1225/35–1267/71), durch Heirat mit Herzog Konrad II., Herzogin von Schlesien in Glogau
- Eufemia Odonicówna (vor 1239–1287), durch Heirat mit Herzog Władysław I., Herzogin von Schlesien in Oppeln-Ratibor